# 沃爾頓維爾 (伊利諾伊州)
沃爾頓維爾（英語：Waltonville）是位於美國伊利諾伊州傑佛遜縣的一個村落。

## 地理
沃爾頓維爾的座標為38°12′41″N 89°02′30″W / 38.21139°N 89.04167°W，而該地最高點為海拔高度143米（即469英尺）。

## 人口
根據2010年美國人口普查的數據，沃爾頓維爾的面積為3.11平方千米，當中陸地面積為3.06平方千米，而水域面積為0.05平方千米。當地共有人口434人，而人口密度為每平方千米139人。